# Jean Valton
Pour les articles homonymes, voir Valton.
Jean Valton est un chansonnier, imitateur et humoriste français né le 14 juillet 1921 à Bry-sur-Marne (Seine) et mort le 21 juin 1980 à Neuilly-sur-Seine. Il est connu pour ses participations aux émissions de télévision Le Francophonissime et Les Jeux de 20 heures.

## Biographie
Avec Robert Rocca, Jean Valton fit les beaux jours du cabaret le Caveau de la République.
En 1965, il est, avant Max Favalelli, l'arbitre du jeu télévisé Le mot le plus long présenté à l'époque par Christine Fabrega.
Il est le représentant de TMC Monte Carlo / Monaco à l'émission des télévisions francophones des années 1969-1980 Le Francophonissime. À l'issue de chaque émission, les candidats s'offraient des petits cadeaux ; Jean Valton remettait rituellement des petits cactus en pot.
Dans les années 1970, Valton est sollicité pour enregistrer des disques publicitaires comme, en 1967, celui des entreprises Mingori (fabricants de robinets) intitulé Les gouttes, ça me dégoutte. Des personnalités célèbres comme Georges Brassens, Pierre Fresnay, Darry Cowl, etc. apportaient leur concours involontaire à la promotion de marques ou de produits par l'intermédiaire de ses talents d'imitateur. 
Avec Micheline Dax et Robert Rocca, il fait partie des premières vedettes qui participent à la première édition des Jeux de 20 heures diffusée le 22 mars 1976.
Valton était également diplômé de chirurgie dentaire, mais n'a jamais ou peu exercé[réf. souhaitée].

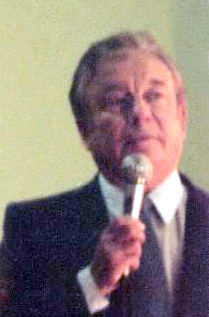
Jean Valton en mai 1979.

Il meurt d'une crise cardiaque le 21 juin 1980 à son domicile de Neuilly. Il est enterré au cimetière de Bry-sur-Marne.

## Discographie
- Conseils de jardinage. Faisons, Jean Valton et Monique Thubert (1983), Mordacq. Roffi et associés
- Votre compte est bon !, pour le Crédit agricole, Anne-Marie Carrière et Jean Valton (1967), 2 titres
- La Bourse aux idées, pour la marque Ducretet, Christine Fabrega et Jean Valton, 4 titres
- Placement or, disque publicitaire avec jeu d'imitation du grand magasin Le Printemps, Monique Thubert et Jean Valton (1969)
- Les Tribulations d'un installateur, disque publicitaire Elm Leblanc, Jean Valton, Willar et Maurice Favières, 4 titres
- Feux d'artifice, disque pour Guinard Incendie, Jean Valton et Anne-Marie Carrière, 4 titres
- Coupe d'or du bon goût, avec les imitations de Jean Nohain, Darry Cowl, Jean Richard, etc., Jean Valton et Jacqueline Dufranne, 2 titres
- Les 10 dernières minutes, Jean Valton et Raymond Souplex, 2 titres
- La Redoute, pour le fameux catalogue, Jean Valton et Georges de Caunes, imitations de Raymond Devos, Fernand Raynaud, Jean Nohain, Brigitte Bardot, etc.
- Jean Valton fignole ses voix célèbres pour vous présenter Arphone (téléviseurs), imitations de Louis Jouvet, Pierre Fresnay, Darry Cowl, Raymond Devos, etc.
- Jean Valton imite pour vous quelques-unes de vos vedettes préférées
- À pied… à cheval… et en voiture !, Jean Valton et Anne-Marie Carrière
- La Marche officielle des 24 heures du Mans
- La Leçon de frites, Jean Valton
- L'Inimitable Jean Valton, pour les soudures Doga, imitations de Darry Cowl, Roger Pierre, Jean-Marc Thibault, Pierre Fresnay, Sacha Guitry, Jacques Dufilho, Albert Simon, Fernand Reynaud, etc.
- Musée Grévin, la joie de revivre, disque publicitaire
- Histoires de Paris, accompagnement de piano Jean Cazenave, disque 33 tours, 25 centimètres, Decca FM 133543
- "Echelle là... Vous la Connaissez", publicité pour l'échelle pliante "Univerchelle" de la MACC (Manufacture d'Armes et Cycles de Châtellerault), d'après Cyrano de Bergerac, imitations de Jean Richard, Brigitte Bardot, Raymond Devos, Jean Marais, Fernand Raynaud et Darry Cowl